# Lyconus brachycolus
Lyconus brachycolus är en fiskart som beskrevs av Holt och Byrne, 1906. Lyconus brachycolus ingår i släktet Lyconus och familjen kummelfiskar. Inga underarter finns listade i Catalogue of Life.